# ديفيد فينلي
ديفيد إدوارد فينلي (بالإنجليزية: Dave Finlay)‏ مصارع إيرلندي من مواليد بلفاست في 31 يناير 1958 معروف في حلبات المصارعة الحرة باسم فينلي ، مسجل في مؤسسة المصارعة العالمية الترفيهية المعروفة بـ wwe ، بدأ مسيرته سنة 1974 ، دخل إلى اتحاد wwe سنة 2001 وفاز فيه بلقب الولايات المتحدة مرة واحدة، وهو متزوج وله 3 أبناء وهورنسواغل ليس ابنه في الحقيقة بل مجرد سيناريو في wwe كما أنه درب عدداً من المصارعين مثل سي إم بانك .

## روابط خارجية
- ديفيد فينلي على موقع IMDb (الإنجليزية)
- ديفيد فينلي على موقع قاعدة بيانات الفيلم (الإنجليزية)
- ديفيد فينلي على موقع دبليو دبليو إي (الإنجليزية)
- ديفيد فينلي على موقع WrestlingData.com (الإنجليزية)
- ديفيد فينلي على موقع CageMatch worker (الإنجليزية)
- ديفيد فينلي على موقع قاعدة بيانات المصارعة على الإنترنت (الإنجليزية)
- ديفيد فينلي على موقع عالم المصارعة على الإنترنت (الإنجليزية)